# ブルース・リー神話
『ブルース・リー神話』（-しんわ、原題：Bruce Lee, the Legend）は、1984年の香港映画。ブルース・リーの没後10周年を記念して製作された、ブルース・リーの生涯を描いたドキュメンタリー映画である。
日本では1987年10月2日に東京国際ファンタスティック映画祭'87で『ブルース・リーの神話』の邦題で上映された。その後は、劇場公開はされずにビデオ、LDとして販売、1998年にDVDで発売されたときに『ブルース・リー神話』と改題された。
エンディングに、当時は存在すら明らかでなかった『死亡遊戯』のリハーサルやNGなどの未公開シーンがあり、ファンの間で話題になった。
「ブルース・リーの生と死」(1973年) の貴重なシーンもあり。

## 出演
- ブルース・リー
- ノラ・ミャオ
- ベティ・ティン・ペイ
- レイモンド・チョウ
- チャック・ノリス
- ジェームズ・コバーン
- スティーヴ・マックイーン
- スターリング・シリファント
- リンダ・リー
- ブランドン・リー

## スタッフ
- 監督：レイモンド・チョウ
- 製作：レナード・ホー
- 脚本：ラッセル・カーソン